# Isole Hanish
Le isole Hanish (in arabo  جزر هانيش‎?, Juzur Hānīsh), o arcipelago Zuqur Hānīsh 
(in arabo زقر هانيش‎?), sono un arcipelago del Mar Rosso, situato esattamente a metà strada tra le coste dell'Eritrea e dello Yemen, in prossimità dello stretto di Bab el-Mandeb.
L'arcipelago è costituito da due isole maggiori, Jabal Zuqar (o Zuqur) e Grande Hānīsh (Hānīsh al-kebīr), da un'isola minore, Piccola Hānīsh (Hānīsh al-Saghīr), e da alcuni isolotti. Per la loro importante posizione strategica, per quanto sostanzialmente disabitate, le isole Hānīsh sono state oggetto di contesa tra l'Eritrea e lo Yemen. Attualmente le isole dell'arcipelago sono sotto sovranità yemenita.
Le isole, di origine vulcanica, pur nella loro vicinanza all'Africa, sono geograficamente asiatiche, trovandosi nella piattaforma continentale asiatica.

## Storia
Le isole Hanish, poste tra lo Yemen e l'Eritrea, furono inizialmente soggette alla dominazione ottomana. Nel 1915, durante la prima guerra mondiale, i britannici (in controllo dello Yemen) le occuparono, mentre l'Italia (in possesso dell'Eritrea) le dichiarò area di sua influenza. Nel 1923, con la pace di Losanna, la Turchia rinunciò definitivamente alle isole Hanish, dichiarate "isole senza nazionalità" il cui destino sarebbe stato deciso successivamente dai paesi vincitori (articolo 16 del trattato). L'Italia si mosse nel 1929, occupandole ed integrandole nella Colonia italiana d'Eritrea, con il tacito assenso britannico, anche come compensazione coloniale per la partecipazione italiana alla prima guerra mondiale. Un accordo italo-britannico in tal senso fu poi firmato a Roma nel 1938, dando un riconoscimento giuridico all'occupazione italiana di fatto. Nel 1941, dopo la sconfitta delle forze coloniali italiane nella battaglia di Cheren, l'Eritrea divenne un protettorato britannico.
Durante la dominazione etiope dell'Eritrea, con la sua completa annessione nel 1962, le isole, abbandonate da decenni, ma abitate da pochi pescatori yemeniti, furono normalmente considerate parte dello Yemen. Gli interessi etiopi verso l'arcipelago riguardavano il fatto che le sue isole erano utilizzate come base dai gruppi armati indipendentisti eritrei, mentre lo Yemen le rivendicava per motivi strategici e per l'attività ittica.
In ogni caso, le isole, scarsamente rilevanti da un punto di vista dello sfruttamento del loro territorio, erano considerate strategiche per la loro posizione nel Mar Rosso, nel punto di passaggio dei traffici marittimi verso il canale di Suez, vicinissime allo stretto di Bab el-Mandeb, dal quale si accede al golfo di Aden e quindi all'Oceano Indiano.
Con l'indipendenza del 1993, l'Eritrea rivendicò la sovranità sulle isole ormai in mano yemenita. Le due nazioni iniziarono dei negoziati circa lo status dell'arcipelago, senza trovare un accordo. Nel 1995 lo Yemen iniziò la costruzione di infrastrutture turistiche sull'isola di Hānīsh al-kabīr, la seconda dell'arcipelago e la più vicina alle coste africane. Nella disputa furono rilevanti anche questioni relative alla possibilità di sfruttamento delle risorse petrolifere in mare nella zona.
L'11 novembre 1995 il governo eritreo inviò un ultimatum allo Yemen intimando che l'isola fosse abbandonata dai civili e dalle truppe yemenite presenti (circa 200 soldati a protezione dei lavori).
Nel dicembre del 1995, col fallimento dei negoziati, truppe eritree invasero Hanish el-Chebir. Il conflitto, durato pochi giorni, tra il 15 e il 17 dicembre 1995, provocò diverse vittime da ambo le parti e circa duecento yemeniti furono fatti prigionieri.
La questione della sovranità territoriale sulle isole, ed in particolare su Hanish el-Chebir, non fu comunque risolta e fu così richiesto che fosse posta all'attenzione della Corte permanente di arbitrato dell'Aia.
Le parti presentarono il loro caso il 3 ottobre 1996, e la Corte depositò la sua decisione il 9 ottobre 1998. Secondo il dispositivo, che riguardava complessivamente anche altre isole del Mar Rosso il cui status non era chiaro, tutte le isole dell'arcipelago furono assegnate alla sovranità yemenita. All'Eritrea furono invece assegnate altre isole prossime alla sua costa (Mohabbacah e le isole Haicoch). La Corte dispose anche che nella zona fossero mantenute le tradizioni dell'attività della pesca, garantendo l'accesso alla zona sia ai pescatori eritrei che a quelli yemeniti. Con una seconda decisione del 17 dicembre 1999, la Corte stabilì i confini marittimi tra i due Stati.
Il 1º novembre 1998 l'Eritrea riconsegnò ufficialmente allo Yemen le isole precedentemente occupate.